# رابرت نوئل هال
رابرت نوئل هال (انگلیسی: Robert N. Hall; ۲۵ دسامبر ۱۹۱۹ – ۷ نوامبر ۲۰۱۶) مهندس و فزیک‌‌دان کاربردی اهل ایالات متحده آمریکا بود. وی نخستین لیزر دیودی را نشان داده است. همچنین او گونه‌ای مگنترون اختراع کرده که اغلب در دستگاه مایکروویو استفاده می‌شود. همچنین وی در پیشرفت یکسوساز‌‌‌‌ها برای استفاده در سیستم انتقال قدرت همکاری کرده است.